# Hans-Olof Andrén
Hans-Olof Andrén, folkbokförd Hans Olof Andrén, född 20 februari 1947 i Göteborg, är en svensk fysiker och professor vid Chalmers.
Andrén disputerade 1976 på en avhandling om material- och mikroanalys på atomär nivå. Han har fortsatt forska kring mikrostrukturen hos främst metalliska material med elektronmikroskopi och atomsondstomografi, med avsikt att förstå hur mikrostrukturen utvecklas vid materialframställning och användning, och hur den bestämmer materialets egenskaper. Han har särskilt intresserat sig för verktygsmaterial (hårdmetall, verktygsstål), varmhållfasta stål och zirkoniumlegeringar.
Gruppen kring Andrén fick 2009 ett betydande och flerårigt forskningsanslag från Vetenskapsrådet för att utreda "Mekanismer för nedbrytning av kärntekniska material", där gruppens kompetens och förmåga att utföra 
- Provpreparering med fokuserad jonstråle
- Mikroanalys på atomär nivå med atomsondsteknik
- Mikroskopi och mikroanalys med extremt hög upplösning i transmissions-elektronmikroskop

var betydelsefulla för att få forskningsuppdraget.
Andrén är sedan 1983 ledamot av kyrkomötet för Svenska Kyrkan, och var under perioden 2003–2019 ordförande för Partipolitiskt obundna i Svenska kyrkan (POSK). Han är kyrkopolitiskt aktiv i Masthuggs församling i Göteborg.